# Szinui
Szinui (שינוי, pełna nazwa w języku hebrajskim: Szinui-Mifleget ha-Merkaz) – syjonistyczna, świecka, antyklerykalna, liberalna partia polityczna w Izraelu. W języku hebrajskim słowo Szinui oznacza „zmianę”.
Partia została założona w 1974 przez Amnona Rubinsteina, który był jej prezesem do 1996.
W wyborach 2003 roku ugrupowanie to uzyskało 15 miejsc na 120 w Knesecie, stając się trzecią siłą, po Likudzie i Partii Pracy. Jednak trzy lata później miało miejsce załamanie się popularności partii, która nie weszła do Knesetu, co spowodowało odejście lidera Tommy’ego Lapida i większości członków będących członkami parlamentu. Nowym przywódcą został Ron Lewintal. Partii nie udało się powrócić do parlamentu również podczas kolejnych dwóch wyborów.

## Przewodniczący partii
- Amnon Rubinstein 1974−1996
- Awraham Poraz 1996−1997
- Tommy Lapid 1997−2006
- Ron Lewintal 2006–

## Posłowie
Stef Wertheimer, Stella Lewi, Amnon Rubinstein, Mordechaj Wirszubski, Zajdan Ataszi, Awraham Poraz, Tommy Lapid, Jehudit Na’ot, Josef Paricki, Eli’ezer Sandberg, Wiktor Brailowski, Ilan Szalgi, Meli Poliszuk-Bloch, Reszef Chen, Roni Brizon, Ehud Racabi, Etti Liwni, Ilan Lejbowicz, Chemi Doron, Jigal Jasinow, Erela Golan, Jicchak Arci.